# Everardus Witte
Everardus Witte, geboren als Jan Witte (Hoorn, 25 juli 1868 – Megen, 22 december 1950) was broeder in het minderbroedersklooster te Megen. Zijn bijnamen zijn Het Heilig Bruurke en ’t Bruurke van Megen.

## Levensbeschrijving
Jan Witte was in zijn jeugd misdienaar en acoliet in de Sint-Laurentiuskerk te Alkmaar. Hij wilde priester worden en volgde een opleiding daartoe aan het seminarie. Dit bleek te zwaar, waarop hij leerling werd van het gymnasium van de franciscanen te Venray. Ook deze opleiding mislukte. Hij ging werken als bakkersknecht en in 1886 kwam hij in de leer bij kunstschilder Alexander Kläsener.
Hij wilde zich echter aan het religieuze leven wijden en daarom trad hij op 8 november 1891 in bij het franciscanenklooster Alverna. Hij ging voortaan door het leven als broeder Everardus. In 1899 werd hij overgeplaatst naar de franciscanen te Megen. Hier werd hij portier en huisschilder. Hij maakte schilderijen voor de kloosterkerk en voor de kerk van het Megense Clarissenklooster Sint-Josephsberg. Korte tijd werkte hij nog als portier in kloosters te Woerden en te Heerlen, maar werd daarna weer naar Megen teruggeplaatst. In 1929 viel hij en werd invalide, waardoor hij nog slechts lichte werkzaamheden kon verrichten.

## Devotie:Het Heilig Bruurke
Reeds voordat hij gestorven was, stond hij al bekend als Het Heilig Bruurke en men ging hem beschouwen als de verpersoonlijking van het gebed. Na zijn dood nam de devotie tot het Heilig Bruurke een hoge vlucht, mede gestimuleerd door een radio-uitzending en een artikel in de Katholieke Illustratie van 1953. Ook de pastoor en de burgemeester van Megen droegen het nodige aan de verbreiding van zijn populariteit bij. Reeds direct na de radio-uitzending werd de eerste gebedsverhoring gemeld, en het aantal gebedsverhoringen liep op tot 1.463 in 1954. Deze werden per briefkaart gemeld. Ook aan het begin van de 21e eeuw komen er nog mensen om hun intenties aan het Heilig Bruurke mee te delen, vaak door ze op een briefje te schrijven dat vervolgens in de mouw van Everardus' beeltenis op het grafmonument in de franciscanerkerk wordt gestopt. Het bieden van hulp bij het zoeken naar een woning is een van de meest voorkomende vragen aan deze als heilig beschouwde persoon.

### Heropening proces tot eerbiedwaardig- en zaligverklaring
Na zijn dood op 22 december 1950 bleven vele pelgrims zijn graf bezoeken, zodat er al in 1954 een grafkapel werd gebouwd. Toen begon ook het zaligverklaringsproces, dat in 1971 gepauzeerd werd. Als motief daarvoor werd de tijdsgeest genoemd.
Op 20 juni 2023 heeft de bisschop van Den Bosch Gerard de Korte het proces van eerbiedwaardig- en zaligverklaring rond broeder Everardus Witte heropend. Er is deze dag een kerkelijke rechtbank, een historische commissie en een vice-postulator beëdigd. De historische commissie bestaat onder anderen uit theoloog Jozef Wissink en kerkhistoricus Paul van Geest.

## Vernoeming
In de Sint-Laurentiuskerk te Alkmaar werd in 1959 het Acolietencollege Everardus Witte opgericht. Dit college vierde in december 2019 het zestigjarig jubileum.
- Gemeinsame Normdatei: 123618304
- Virtual International Authority File: 62459529